# Dyskografia fripSide
Dyskografia fripSide – japońskiego zespołu muzycznego wykonującego utwory z gatunku j-pop i trance, założonego w lutym 2002 oraz współpracującego początkowo z elseena-music entertainment, VisualArt’s i 5pb.Records, a obecnie z NBCUniversal Entertainment Japan.

## Single
| Nr                        | Nr | Tytuł                        | Kod katalogowy                                       | Kod katalogowy     | Najwyższa pozycja w notowaniu Oricon | Wytwórnia                        | Album                               | Data wydania         | Źródło |
| Nr                        | Nr | Tytuł                        | Edycja specjalna                                     | Edycja standardowa | Najwyższa pozycja w notowaniu Oricon | Wytwórnia                        | Album                               | Data wydania         | Źródło |
| ------------------------- | -- | ---------------------------- | ---------------------------------------------------- | ------------------ | ------------------------------------ | -------------------------------- | ----------------------------------- | -------------------- | ------ |
| Pierwsza faza (2002–2009) |    |                              |                                                      |                    |                                      |                                  |                                     |                      |        |
| 1                         | 1  | flower of bravery            | PCCR-90029                                           | PCCR-90029         | 26.                                  | 5pb.Records                      | –                                   | 16 lipca 2008        | [ 2 ]  |
| Pierwsza faza (2002–2009) |    |                              |                                                      |                    |                                      |                                  |                                     |                      |        |
| 1                         | 2  | only my railgun              | GNCA-0151                                            | GNCA-0152          | 3.                                   | Geneon Universal                 | infinite synthesis                  | 4 listopada 2009     | [ 3 ]  |
| 2                         | 3  | LEVEL5 -judgelight-          | GNCA-0155                                            | GNCA-0156          | 4.                                   | Geneon Universal                 | infinite synthesis                  | 17 lutego 2010       | [ 4 ]  |
| 3                         | 4  | future gazer                 | GNCA-0181                                            | GNCA-0182          | 4.                                   | Geneon Universal                 | infinite synthesis                  | 13 października 2010 | [ 5 ]  |
| 4                         | 5  | Heaven is a Place on Earth   | GNCA-0187                                            | GNCA-0188          | 19.                                  | Geneon Universal                 | Decade                              | 24 sierpnia 2011     | [ 6 ]  |
| 5                         | 6  | way to answer                | GNCA-0228                                            | GNCA-0229          | 15.                                  | Geneon Universal                 | Decade                              | 14 grudnia 2011      | [ 7 ]  |
| 6                         | 7  | sister's noise               | GNCA-0280                                            | GNCA-0281          | 1.                                   | Geneon Universal                 | infinite synthesis 2                | 8 maja 2013          | [ 8 ]  |
| 7                         | 8  | eternal reality              | GNCA-0305 (wersja anime) GNCA-0306 (wersja fripSide) | GNCA-0307          | 9.                                   | NBCUniversal Entertainment Japan | infinite synthesis 2                | 24 sierpnia 2013     | [ 9 ]  |
| 8                         | 9  | black bullet                 | GNCA-0333                                            | GNCA-0334          | 6.                                   | NBCUniversal Entertainment Japan | infinite synthesis 2                | 14 maja 2014         | [ 10 ] |
| 9                         | 10 | Luminize                     | GNCA-0384 (wersja A) GNCA-0385 (wersja B)            | GNCA-0386          | 11.                                  | NBCUniversal Entertainment Japan | infinite synthesis 3                | 20 maja 2015         | [ 11 ] |
| 10                        | 11 | Two souls -toward the truth- | GNCA-0398                                            | GNCA-0399          | 12.                                  | NBCUniversal Entertainment Japan | infinite synthesis 3                | 2 grudnia 2015       | [ 12 ] |
| 11                        | 12 | white forces                 | EYCA-10774/B                                         | EYCA-10775         | 7.                                   | avex pictures                    | infinite synthesis 3                | 10 lutego 2016       | [ 13 ] |
| 12                        | 13 | clockwork planet             | GNCA-0495                                            | GNCA-0496          | 9.                                   | NBCUniversal Entertainment Japan | crossroads                          | 3 maja 2017          | [ 14 ] |
| 13                        | 14 | killing bites                | GNCA-0512                                            | GNCA-0513          | 16.                                  | NBCUniversal Entertainment Japan | infinite synthesis 4                | 28 lutego 2018       | [ 15 ] |
| 14                        | 15 | divine criminal              | GNCA-0505                                            | GNCA-0506          | 11.                                  | NBCUniversal Entertainment Japan | infinite synthesis 4                | 16 maja 2018         | [ 16 ] |
| 15                        | 16 | Love with You                | GNCA-0537 (Blu-ray) GNCA-0538 (DVD)                  | GNCA-0539          | 12.                                  | NBCUniversal Entertainment Japan | infinite synthesis 5                | 7 listopada 2018     | [ 17 ] |
| 16                        | 17 | final phase                  | GNCA-0603                                            | GNCA-0604          | 10.                                  | NBCUniversal Entertainment Japan | the very best of fripSide 2009-2020 | 26 lutego 2020       | [ 18 ] |
| 17                        | 18 | dual existence               | GNCA-0608                                            | GNCA-0609          | 11.                                  | NBCUniversal Entertainment Japan | the very best of fripSide 2009-2020 | 19 sierpnia 2020     | [ 19 ] |
| 18                        | 19 | legendary future             | GNCA-0616                                            | GNCA-0617          | 12.                                  | NBCUniversal Entertainment Japan | infinite synthesis 6                | 4 listopada 2020     | [ 20 ] |
| 19                        | 20 | Leap of faith                | GNCA-0656                                            | GNCA-0657          | 9.                                   | NBCUniversal Entertainment Japan | infinite synthesis 6                | 2 lutego 2022        | [ 21 ] |
| Trzecia faza (od 2022)    |    |                              |                                                      |                    |                                      |                                  |                                     |                      |        |
| 20                        | 21 | dawn of infinity             | GNCA-0667                                            | GNCA-0668          | bd.                                  | NBCUniversal Entertainment Japan |                                     | 18 maja 2022         | [ 22 ] |

## Albumy studyjne
| Nr                        | Nr | Tytuł                      | Kod katalogowy                      | Kod katalogowy     | Najwyższa pozycja w notowaniu Oricon | Wytwórnia                               | Data wydania         | Źródło |
| Nr                        | Nr | Tytuł                      | Edycja specjalna                    | Edycja standardowa | Najwyższa pozycja w notowaniu Oricon | Wytwórnia                               | Data wydania         | Źródło |
| ------------------------- | -- | -------------------------- | ----------------------------------- | ------------------ | ------------------------------------ | --------------------------------------- | -------------------- | ------ |
| Pierwsza faza (2002–2009) |    |                            |                                     |                    |                                      |                                         |                      |        |
| 1                         | 1  | first odyssey of fripSide  | SCFS-0301                           | SCFS-0301          | bd.                                  | elseena-music entertainment             | 12 kwietnia 2003     | [ 23 ] |
| 2                         | 2  | 2nd fragment of fripSide   | SCFS-0401-2                         | SCFS-0401-2        | bd.                                  | elseena-music entertainment             | 28 marca 2004        | [ 24 ] |
| 3                         | 3  | 3rd reflection of fripSide | SCFS-0501                           | SCFS-0501          | bd.                                  | elseena-music entertainment             | 23 czerwca 2005      | [ 25 ] |
| 4                         | 4  | binarydigit                | SCFS-0703                           | SCFS-0703          | 179.                                 | elseena-music entertainment             | 24 sierpnia 2007     | [ 26 ] |
| 5                         | 5  | split tears                | PCCG-90010                          | PCCG-90010         | 67.                                  | elseena-music entertainment VisualArt’s | 17 września 2008     | [ 27 ] |
| Druga faza (2009–2022)    |    |                            |                                     |                    |                                      |                                         |                      |        |
| 1                         | 6  | infinite synthesis         | GNCA-1271                           | GNCA-1272          | 8.                                   | Geneon Universal                        | 1 grudnia 2010       | [ 28 ] |
| 2                         | 7  | Decade                     | GNCA-1350 (Blu-ray) GNCA-1351 (DVD) | GNCA-1352          | 16.                                  | Geneon Universal                        | 5 grudnia 2012       | [ 29 ] |
| 3                         | 8  | infinite synthesis 2       | GNCA-1415 (Blu-ray) GNCA-1416 (DVD) | GNCA-1417          | 3.                                   | NBCUniversal Entertainment Japan        | 10 września 2014     | [ 30 ] |
| 4                         | 9  | infinite synthesis 3       | GNCA-1490 (Blu-ray) GNCA-1491 (DVD) | GNCA-1492          | 4.                                   | NBCUniversal Entertainment Japan        | 5 października 2016  | [ 31 ] |
| 5                         | 10 | infinite synthesis 4       | GNCA-1542 (Blu-ray) GNCA-1543 (DVD) | GNCA-1544          | 8.                                   | NBCUniversal Entertainment Japan        | 10 października 2018 | [ 32 ] |
| 6                         | 11 | infinite synthesis 5       | GNCA-1558 (Blu-ray) GNCA-1559 (DVD) | GNCA-1560          | 10.                                  | NBCUniversal Entertainment Japan        | 30 października 2019 | [ 33 ] |
| 7                         | 12 | infinite synthesis 6       | GNCA-1610 (Blu-ray) GNCA-1611 (DVD) | GNCA-1612          | 7.                                   | NBCUniversal Entertainment Japan        | 23 marca 2022        | [ 34 ] |

## Kompilacje
| Nr                        | Nr | Tytuł                                            | Kod katalogowy                      | Kod katalogowy     | Najwyższa pozycja w notowaniu Oricon | Wytwórnia                        | Data wydania        | Źródło |
| Nr                        | Nr | Tytuł                                            | Edycja specjalna                    | Edycja standardowa | Najwyższa pozycja w notowaniu Oricon | Wytwórnia                        | Data wydania        | Źródło |
| ------------------------- | -- | ------------------------------------------------ | ----------------------------------- | ------------------ | ------------------------------------ | -------------------------------- | ------------------- | ------ |
| Pierwsza faza (2002–2009) |    |                                                  |                                     |                    |                                      |                                  |                     |        |
| 1                         | 1  | the very best of fripSide 2002-2006              | SCFS-0701～02                       | SCFS-0701～02      | bd.                                  | elseena-music entertainment      | 29 grudnia 2006     | [ 35 ] |
| 2                         | 2  | Re:product mixes ver.0.1                         | SCFS-0901                           | SCFS-0901          | bd.                                  | elseena-music entertainment      | 28 grudnia 2008     | [ 36 ] |
| Druga faza (2009–2022)    |    |                                                  |                                     |                    |                                      |                                  |                     |        |
| 1                         | 3  | nao complete anthology 2002-2009 -my graduation- | SCFS-0901~10                        | SCFS-0901~10       | bd.                                  | VisualArt’s                      | 17 lipca 2009       | [ 37 ] |
| 2                         | 4  | fripSide PC game compilation vol. 1              | SCFS-1201                           | SCFS-1201          | 199.                                 | p.m.works                        | 1 stycznia 2012     | [ 38 ] |
| 3                         | 5  | fripSide PC game compilation vol. 2              | SCFS-1501                           | SCFS-1501          | 32.                                  | p.m.works                        | 26 sierpnia 2015    | [ 39 ] |
| 4                         | 6  | crossroads                                       | GNCA-1511 (Blu-ray) GNCA-1512 (DVD) | GNCA-1513          | 5.                                   | NBCUniversal Entertainment Japan | 4 października 2017 | [ 40 ] |
| 5                         | 7  | the very best of fripSide 2009-2020              | GNCA-1580 (Blu-ray) GNCA-1581 (DVD) | GNCA-1582          | 8.                                   | NBCUniversal Entertainment Japan | 4 listopada 2020    | [ 41 ] |
| 6                         | 8  | the very best of fripSide -moving ballads-       | GNCA-1583 (Blu-ray) GNCA-1584 (DVD) | GNCA-1585          | 10.                                  | NBCUniversal Entertainment Japan | 4 listopada 2020    | [ 41 ] |

## DVD/Blu-ray
| Nr | Tytuł                                                                                    | Kod katalogowy                                                                              | Kod katalogowy                       | Najwyższa pozycja w notowaniu Oricon | Wytwórnia                        | Data wydania     | Źródło |
| Nr | Tytuł                                                                                    | Edycja specjalna                                                                            | Edycja standardowa                   | Najwyższa pozycja w notowaniu Oricon | Wytwórnia                        | Data wydania     | Źródło |
| -- | ---------------------------------------------------------------------------------------- | ------------------------------------------------------------------------------------------- | ------------------------------------ | ------------------------------------ | -------------------------------- | ---------------- | ------ |
| 1  | 10th Anniversary Live 2012～Decade Tokyo～                                               | GNXA-1024 (Blu-ray) GNXA-1400 (DVD)                                                         | GNXA-1024 (Blu-ray) GNXA-1400 (DVD)  | Blu-ray: 7. DVD: 71.                 | NBCUniversal Entertainment Japan | 8 maja 2013      | [ 42 ] |
| 2  | fripSide LIVE TOUR 2014-2015 FINAL in YOKOHAMA ARENA                                     | GNXA-1138 (Blu-ray) GNXA-1378 (DVD)                                                         | GNXA-1139 (Blu-ray) GNXA-1379 (DVD)  | Blu-ray: 7. DVD: 28.                 | NBCUniversal Entertainment Japan | 16 września 2015 | [ 43 ] |
| 3  | fripSide LIVE TOUR 2016-2017 FINAL in Saitama Super Arena -Run for the 15th Anniversary- | Wersja A: GNXA-1213 (Blu-ray) GNXA-2647 (DVD) Wersja B: GNXA-1214 (Blu-ray) GNXA-2648 (DVD) | GNXA-1215 (Blu-ray) GNXA-26499 (DVD) | Blu-ray: 8. DVD: 15.                 | NBCUniversal Entertainment Japan | 6 września 2017  | [ 44 ] |
| 4  | fripSide infinite video clips 2009-2020                                                  | GNXL-1004                                                                                   | GNXL-1004                            | 3.                                   | NBCUniversal Entertainment Japan | 1 kwietnia 2020  | [ 45 ] |

## Wkład dodatkowy
- magic „a” ride Vocal CD – płyta była dołączana dodatkowo przy zakupie gry magic „a” ride w przedsprzedaży. Pierwszy utwór został wykonany przez fripSide.
- Katakoi no Tsuki First Edition Special Vocal Collection – utwory 2–4 zostały wykonane przez fripSide (utwory split tears, Tomorrow, and never no astray).
- spiral of despair -resurrection- – utwór wykonany z gościnnym wokalem Rity. Została wykonana po odejściu nao z fripSide.
- brave new world – utwór wykonany z gościnnym wokalem Kotoko, Maon Kurosaki oraz Yoshino Nanjō.
- Ryūsei no Bifröst (jap. 流星のビヴロスト Ryūsei no bivurosuto) – utwór wykonany przez nao (wraz z mayą) w 2010 roku, rok po jej odejściu z fripSide[46].
- re:ceptivity (zawarty w albumie Decade) – z wokalem wykonanym przez nao[f].
- crying moon – wydany 19 stycznia 2019 wraz z premierą edycji limitowanej fripSide odtwarzacza przenośnego Astell&Kern A&futura SE100[47]; singiel implementowany fabrycznie w tym modelu.
- Blackfox – utwór wykorzystany jako muzyka przewodnia filmu anime Blackfox; wydany 19 lipca 2019 przedpremierowo w japońskich kinach, natomiast oficjalnie – 2 sierpnia[48].
- My Own Way – utwór wykorzystany jako muzyka przewodnia filmu live action Blackfox: Age of the Ninja[49].
- only my railgun -version2020- – nowa, odświeżona wersja utworu only my railgun, zaimplementowana w składance fripSide infinite video clips 2009-2020[45].